# 馮國用

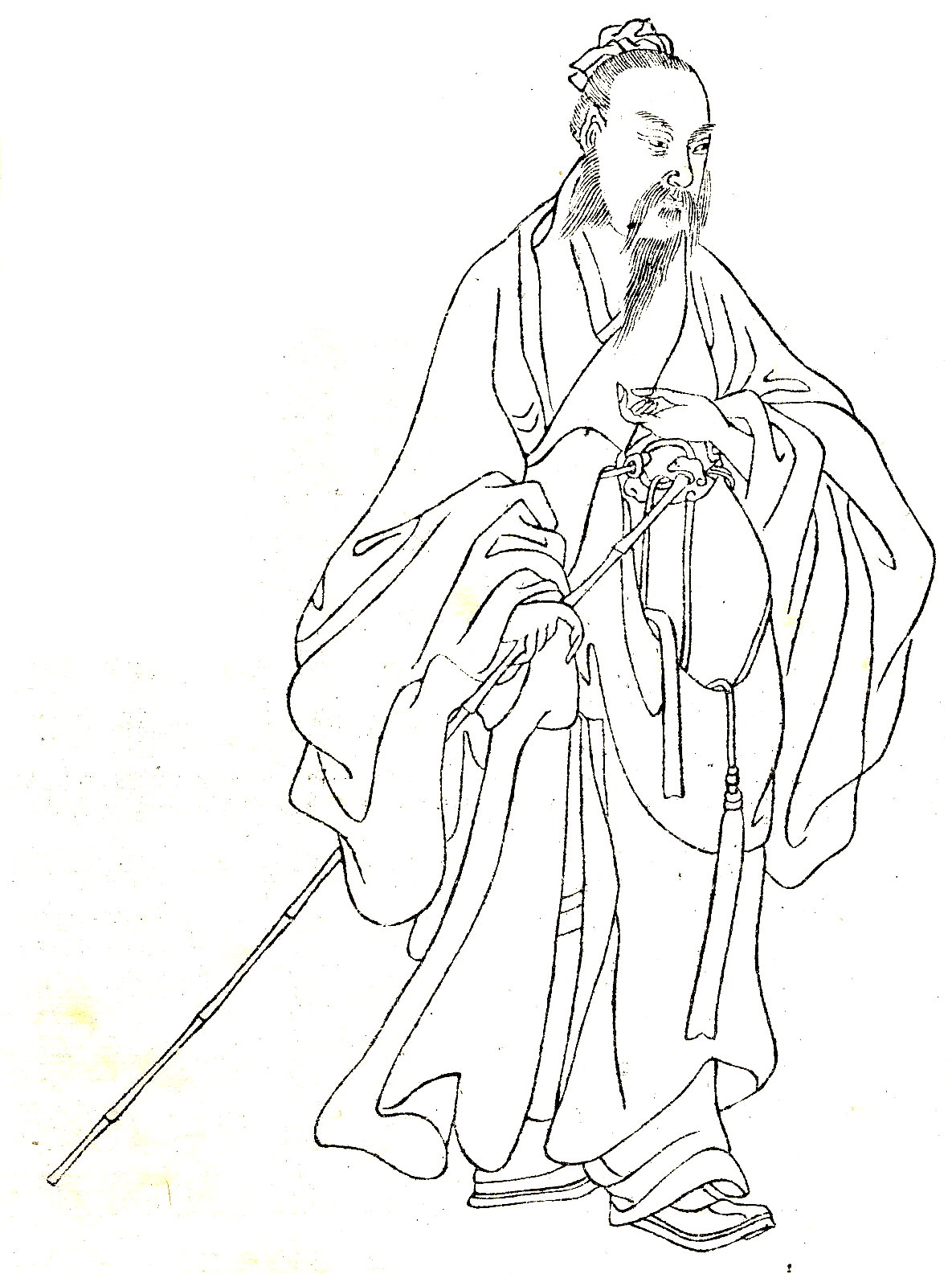
《晩笑堂竹荘畫傳》之馮國用像

馮國用（1323年—1358年），濠州定遠（屬今安徽）人。元朝末年，为朱元璋属下将领。明朝建立后，追赠国公。
自幼喜愛讀書，精通兵法，元末與弟馮勝武裝起義，長於計謀，至正十四年（1354年）投靠朱元璋，太祖嘗從容詢天下大計，攻占集慶（今江蘇南京）、鎮江、丹陽、寧國等地，屢建戰功。後從征金華、紹興。擢升親軍都指揮使。元至正十九年（1359年）四月十五日，在攻打浙江紹興之役中，以暴疾死於軍中。洪武三年（1370年）追封郢國公。有子馮誠。